# Kojkovo

Kojkovo - poloha v opštině Kratovo

Kojkovo je vesnice ve východní části opštiny Kratovo, v Severovýchodním regionu Severní Makedonie.

## Poloha, popis
Leží v horách Osogovská planina, v nadmořské výšce okolo 1080 m. Od města Kratovo je po silnici přes vesnici Muškovo vzdálena zhruba 20 km. V roce 2002 zde žilo 36 obyvatel, převážně pravoslavní Makedonci.